# Anthony Snodgrass
Anthony McElrea Snodgrass FBA (Nacido el 7 de julio de 1934) es un académico y arqueólogo notable por su trabajo sobre la Grecia Arcaica.
Hijo de William McElrea y Kathleen (Owen) Snodgrass,  obtuvo su M.A..y D.Phil en 1963. Es profesor emérito de Arqueología Clásica en la Universidad de Cambridge y especialista en Grecia Arcaica. Es miembro del Clare College y del McDonald Institute for Archaeological Research. Preside el British Committee for the Reunification of the Parthenon Marbles. 
Enseñó en la Universidad de Edimburgo de 1961 a 1976 y se cambió a la Universidad de Cambridge el mismo año. Fue nombrado el sexto Laurence Professor of Classical Archaeology de 1976 a 2001. Fue elegido miembro de la Academia Británica en 1979 y fue vicepresidente de esta academia de 1990 a 1992. Actualmente reside en Cambridge.

## Obras
- Early Greek Armour and Weapons, Aldine (Hawthorne, NY), 1964.
- Arms and Armour of the Greeks, Cornell University Press (Ithaca, NY), 1967, reimpreso, Johns Hopkins University Press (Baltimore, MD), 1999.
- The Dark Age of Greece: An Archaeological Survey, Edinburgh University Press (Edimburgo, Escocia), 1971, CColumbia University Pres (Nueva York, NY), 1972, Routledge (Nueva York, NY), 2001.
- Defensive Body Armour from Barbarian Europe w/ E.F.O'Donoghue, Atlantic Archaeology Press (Edimburgo, Escocia), 1976.
- Archaeology and the Rise of the Greek State, Cambridge University Press (Nueva York, NY), 1977.
- Archaic Greece: The Age of Experiment, Dent  (Londres), 1980, Columbia Prensa Universitaria, 1981.
- (Colaborador) Sources for Ancient History, Cambridge University Press (Nueva York, NY), 1983.
- An Archaeology of Greece: The Present State and Future Scope of a Discipline, University of California Press (Berkeley, CA), 1987.
- Homer and the Artists: Text and Picture in Early Greek Art, Cambridge University Press, 1998.
- (Editor con Gocha R. Tsetskhladze) Greek Settlements in the Eastern Mediterranean and the Black Sea, Archaeopress (Oxford, Inglaterra), 2002.
- Archaeology and the Emergence of Greece, Cornell University Press (Ithaka, NY), 2006.